# Tod Long
Tod Long (* 18. Dezember 1970 in Oklahoma City) ist ein ehemaliger US-amerikanischer Leichtathlet, der sich auf den Sprint spezialisiert hat. Seinen größten Erfolg feierte er mit dem Gewinn der Goldmedaille in der 4-mal-400-Meter-Staffel bei den Hallenweltmeisterschaften 1995 in Barcelona.

## Sportliche Laufbahn
Tod Long absolvierte ein Studium an der University of Oklahoma. Erste internationale Erfahrungen sammelte er im Jahr 1995, als er bei den Hallenweltmeisterschaften in Barcelona in der Vorrunde im 200-Meter-Lauf disqualifiziert wurde und mit der US-amerikanischen 4-mal-400-Meter-Staffel in 3:07,37 min gemeinsam mit Rod Tolbert, Calvin Davis und Frankie Atwater die Goldmedaille gewann. Es blieb seine einzige Meisterschaftsteilnahme, ehe er 1999 seine aktive Karriere nach einer Dopingsperre beendete.
1995 wurde Long US-amerikanischer Hallenmeister im 200-Meter-Lauf.

## Persönliche Bestzeiten
- 100 Meter: 10,22 s (+0,7 m/s), 29. April 1996 in Hiroshima
- 200 Meter: 20,1 s (−0,2 m/s), 29. März 1996 in Raleigh
  - 200 Meter (Halle): 20,75 s, 4. März 1995 in Atlanta
- 400 Meter: 45,45 s, 18. Mai 1993 in Boulder